# Reichsversammlung in Worms 1255
Die Reichsversammlung in Worms 1255 fand mitten in der Hochphase des Rheinischen Bundes statt, ohne dass sich das in der eher spärlichen Überlieferung dazu deutlich niederschlägt. Eine neue Entwicklung zeigt aber die erstmals belegte Teilnahme städtischer Vertreter an einer Reichsversammlung – eine Vorform des Reichsstädtekollegiums auf späteren Reichstagen.

## Vorgeschichte
Die Reichsversammlung im Februar 1255 in Worms fand auf dem Hintergrund des Interregnums im Heiligen Römischen Reich statt. Die Situation hatte zu einer erheblichen Unsicherheit im Reich geführt, Selbsthilfe (Fehden) und Missachtung von Landfrieden griffen um sich. Der Städtebund war eine der Reaktionen darauf. Ziel war die „Wiederherstellung und die Wahrung von Frieden und Recht“ unter Bezug auf den Mainzer Landfrieden von 1235. In dieser Situation berief König Wilhelm von Holland für Anfang Februar 1255 eine Reichsversammlung nach Worms ein. Der König reiste aus Mainz an. Dort hatte es einen Ausgleich zwischen ihm und den Bürgern von Worms gegeben, die nach der Doppelwahl die staufische Partei und zuletzt Konrad IV. unterstützt hatten. Die Wahl des Tagungsortes Worms für die Reichsversammlung stellte so einen Teil dieses Aussöhnungsprozesses dar.

## Verlauf
Die einzig erhaltene Urkunde mit einem Beschluss der Reichsversammlung datiert auf den 6. Februar 1255. Über Beschlüsse der Reichsversammlung gibt es nur dieses eine Zeugnis, eine Urkunde, die König Wilhelm ausgestellt hat. Ein Original davon befindet sich im Stadtarchiv Worms, ein weiteres im Stadtarchiv Köln mit einer abweichenden, aber wohl unzutreffenden Datierung auf den 8. März. Die Urkunde konstatiert zwei Rechtssätze:
1. das Verbot des Grundruhrrechts hinsichtlichdes Gutes von Schiffbrüchigen und
2. das Falschgeld oder verfälschtes Geld (Münzen, denen Edelmetall entnommen wurde) ungültig sein sollen und das Geldfälscher und Nutzer von Falschgeld und verfälschtem Geld angemessen zu bestrafen seien. Zum übergeordneten politischen Konflikt, der tatsächlichen und rechtlichen Unsicherheit im Reich sagt das Dokument nichts.

## Teilnehmer
Diese einzige Quelle, aus der auch nur die Teilnehmer der Reichsversammlung zu entnehmen sind, nennt – neben dem König – namentlich
- Erzbischof Gerhard I. von Mainz und
- Bischof Richard von Worms sowie darüber hinaus anonym
- „viele Grafen, Edle und Ministeriale des Reichs“ sowie
- „Boten aller von Basel (rhein-)abwärts zum Landfrieden verbundene Städte“.

Wer diese Grafen, Edlen und Ministerialen des Reichs im einzelnen waren, ist nicht bekannt.

## Weiteres Geschehen
Noch am 9. Februar 1255 hielt sich König Wilhelm im Umfeld von Worms auf und reiste dann nach Speyer weiter, wo er sich vielleicht schon am 13. Februar, sicher aber am 15. Februar 1255 aufhielt.